# Osman Ali Atto
Osman Hassan Ali Atto (somalí: Cismaan Xasan Cali Caato) (c. 1940- 5 de agosto de 2013) fue un señor de la guerra somalí, afiliado a la Alianza Nacional Somalí.

## Carrera
Atto era dueño de la propiedad territorial más grande en Somalia, incluyendo muchos de los edificios en Mogadiscio que se alquilaban a los organismos de socorro y medios de comunicación. Obtuvo beneficios significativos de una compañía de camiones cisterna que operaban desde un patio de camiones estratégicamente situado en Eldoret, en el noroeste de Kenia, del que enviaba la gasolina a Burundi, Ruanda y Uganda. Esta compañía fue supuestamente operada por sus familiares. Además de su pasaporte somalí, Atto usó pasaportes de Kenia, los Estados Unidos, y posiblemente Italia.

### Guerra civil somalí
Atto era gerente de una compañía petrolera estadounidense durante la guerra civil somalí. Fundó después su propia compañía petrolera y, según se informa, adquirió una participación en Bluebird Aviation a principios de la década de 1990 para importar khat de sus parientes cercanos que vivían en Kenia.
Osman Ali Atto ya era rico y estaba estratégicamente bien posicionado cuando estalló la guerra civil en la primavera de 1990. Atto también estaba involucrado en la industria de la construcción. Había sido capaz de adquirir camiones y maquinaria pesada de construcción, convirtiéndose en el único contratista confiable para proyectos de construcción por parte de compañías occidentales. Entre los gerentes somalíes de las compañías petroleras internacionales, Atto era conocido como "Monseñor Dozer" por su habilidad de atravesar terrenos difíciles y establecer acceso a sitios remotos. Su monopolio lo hizo poderoso antes de que otros líderes de facciones comenzaran a ascender. Atto era el líder de la industria de khat a principios de la década de 1990, cuando era el segundo al mando de Mohamed Farrah Aidid. Aidid se convirtió así en el líder de facción más fuerte. Se dice también que Atto estaba involucrado en el intercambio de hachís con otros países asiáticos, que contrabandeaba a Kenia y Tanzania en embarcaciones y botes pequeños. Información indica que exportaron más de 400 kilogramos de hachís a países vecinos. También hubo información de plantaciones de mariguana en Camba, Jilib y Merere en la región del valle del Juba.
Atto fue capturado por la Fuerza de Tarea Ranger el 21 de septiembre de 1993, en un lugar cerca al hospital Digfer. Los Rangers habían intentado capturar previamente a Atto, pero fallaron por segundos. En un discurso en una iglesia de Daytona, en enero de 2002, William Boykin, responsable de la operación fallida relató, "Había un hombre en Mogadiscio llamado Osman Atto... se presentó en CNN y se burló de nosotros, y dijo, 'nunca me atraparán porque Alá me protege'". El arresto fue representado posteriormente en la película de 2001 Black Hawk Down. En una entrevista con la BBC, Atto indicó que muchos aspectos de la película eran incorrectos. Hizo una comparación con el ostentoso actor elegido para interpretarlo; Atto no se parecía como el actor que lo personificó, ni fumaba, ni usaba pendientes, hechos que fueron confirmados después por el francotirador del equipo seis SEAL, Howard Wasdin, en sus memorias en 2012. Wasdin también indicó que mientras que si bien, el personaje en la película ridiculizaba a sus captores, Atto parecía preocupado de que Wasdin y sus hombres habrían sido enviados a matarlo en lugar de capturarlo. Atto mencionó además que no fue consultado para el proyecto o que tuviera acercamientos para su permiso, y que la secuencia que representaba su arresto presentaba varias imprecisiones: "Primero que nada, cuando me capturaron el 21 de septiembre, yo viajaba en un Fiat 124, no en tres vehículos como se ve en la película... y cuando el helicóptero atacó, hubo gente herida, hubo muertos... el vehículo donde viajábamos, y tengo pruebas, recibió 50 disparos. Y mi colega Ahmed Ali fue herido en ambas piernas... creo que no era justo, la manera en que interpretaron lo individual y la acción.
El 9 de julio de 1994, la Conferencia de Paz del Bajo Juba llegó a un acuerdo de paz firmado por Ato como representante de la Alianza Nacional Somalí (SNA) y por el general Hersi Morgan, del Frente Nacional Somaí (SNF). Sin embargo, los adversarios de Morgan en el Bajo Juba, el clan Absame, no tomaron parte, por lo que el acuerdo de paz nació muerto. A finales de 1994, el automóvil de Atto pasó sobre una mina terrestre, rompiéndole ambas piernas.

### Guerra de Atto con Aidid
El 15 de junio de 1995, el general Aidid declaró su gobierno y fue elegido presidente por su coalición, pero al mismo tiempo su facción se dividió. Atto se declaró presidente del SNA. El gobierno autoproclamado de Aidid no fue reconocido internacionalmente y fue incapaz de administrar la porción de la ciudad que pretendía controlar. La pelea entre las fuerzas de Atto y el general Aidid en el sur de Mogadiscio provocó 200 muertes entre abril y junio de 1996 y 150 más en julio del mismo año. Un francotirador le disparó a uno de los hijos de Atto en la llamada "guerra bananera".
El 27 de abril de 1996, la facción del Congreso Unido Somalí/Alianza Nacional Somalí (USC/SNA) que apoyaba a Atto, aprobó un programa para imponer la sharia (corte y leyes islámicas) en el sur de Mogadiscio, donde las fuerzas de Atto intentaban imponer el control. Se nominó un comité para preparar la instalación de los tribunales islámicos, y se emitió un llamamiento a los líderes islámicos para que escogieran a las personalidades religiosas más adecuadas para dirigir estos tribunales. Los tribunales ya estaban establecidos en la parte norte de Mogadiscio, controlada por Ali Mahdi Mohamed, nuevo aliado de Atto. El Departamento de Estado de los Estados Unidos afirmó en su Reporte de Campo para Somalia del año 2000, que el asesinato de Yusuf Tallan, general retirado bajo el régimen de Barre, estaba conectado a Atto. El reporte no corroboraba específicamente tal afirmación. De acuerdo al Alto Comisionado de las Naciones Unidas para los Refugiados, Atto fue responsable de un ataque el 26 de julio del 2000, en que aproximadamente 50 milicianos en vehículos altamente armados atacaron el recinto de la ONG Acción Contra el Hambre (ACF) en Mogadiscio, donde dos miembros internacionales (el administrador francés Francoise Deutsch, y el logístico británico Jonathan Ward) fueron tomados como rehenes. Ambos fueron liberados después de que el Comité Internacional de la Cruz Roja interviniera.
Los milicianos de Atto también fueron culpados de ser responsables de emboscar el 14 de julio del 2001 a un convoy de ayuda del Programa Mundial de Alimentos cerca de Mogadiscio, donde murieron 6 personas.
En 2004, el director del Comité del Consejo de Seguridad describió a Atto como una persona que ejemplificaba "la interacción entre el saqueo y la explotación de los recursos de Somalia y la infraestructura y el financiamiento de la guerra".

### Transición del Gobierno Federal
En 2006, Atto estuvo involucrado en los esfuerzos de paz entre el Gobierno Federal de Transición (TFG) y la Unión de Tribunales Islámicos (UTI). Dijo a los medios que le daba la bienvenida la las operaciones de la UTI para erradicar los puntos de control ilegales formados dentro y fuera de la capital. El 27 de julio de 2006, renunciaron 19 ministros, incluido Atto. Regresó a la capital con un acuerdo de los tribunales islámicos para celebrar nuevas conversaciones, pero dijo que el primer ministro Ali Mohamed Ghedi era "un obstáculo para el progreso" y se había negado a escuchar. El 30 de mayo, fue secuestrado por el UTI, que estaba librando una insurgencia contra las tropas etíopes y los soldados del gobierno somalí. Atto fue secuestrado por insurgentes en un puesto de control mientras conducía hacia Mogadiscio. Los tribunales islámicos lo liberaron después. El 5 de agosto de 2013, Atto falleció de causas naturales en su residencia en Mogadiscio.